# 8.ª etapa do Giro d'Italia de 2022
A 8.ª etapa do Giro d'Italia de 2022 teve lugar a 14 de maio de 2022 com início e final em Nápoles sobre um percurso de 153 km. O vencedor foi o belga Thomas de Gendt da equipa Lotto Soudal e o espanhol Juan Pedro López conseguiu manter a liderança.

## Classificação da etapa
| Nápoles - Nápoles | etapa escarpada | (153 km) |

| \| Classificação por etapas \| Classificação por etapas \| Classificação por etapas \| Classificação por etapas \| Classificação por etapas \| \| Ciclista \| Ciclista \| Equipe \| Tempo \| \| \| ------------------------ \| ------------------------ \| ---------------------------------- \| ------------------------ \| ------------------------ \| \| 1. \| Thomas De Gendt \| Lotto-Soudal \| 3h32m53s \| \| \| 2. \| Davide Gabburo \| Bardiani CSF Faizanè \| + 0s \| \| \| 3. \| Jorge Arcas \| Movistar Team \| + 0s \| \| \| 4. \| Harm Vanhoucke \| Lotto-Soudal \| + 4s \| \| \| 5. \| Biniam Girmay \| Intermarché-Wanty-Gobert Matériaux \| + 15s \| \| \| 6. \| Mauro Schmid \| Quick-Step Alpha Vinyl \| + 15s \| \| \| 7. \| Mathieu van der Poel \| Alpecin-Fenix \| + 15s \| \| \| 8. \| Wout Poels \| Bahrain Victorious \| + 33s \| \| \| 9. \| Guillaume Martin \| Cofidis \| + 33s \| \| \| 10. \| Fabio Felline \| Astana Qazaqstan Team \| + 2m56s \| \| |                      |                                    |          |
| |                      |                                    |          |
| Fonte: ProCyclingStats |                      |                                    |          |
| Classificação por etapas |                      |                                    |          |
| Ciclista | Ciclista             | Equipe                             | Tempo    |
| 1. | Thomas De Gendt      | Lotto-Soudal                       | 3h32m53s |
| 2. | Davide Gabburo       | Bardiani CSF Faizanè               | + 0s     |
| 3. | Jorge Arcas          | Movistar Team                      | + 0s     |
| 4. | Harm Vanhoucke       | Lotto-Soudal                       | + 4s     |
| 5. | Biniam Girmay        | Intermarché-Wanty-Gobert Matériaux | + 15s    |
| 6. | Mauro Schmid         | Quick-Step Alpha Vinyl             | + 15s    |
| 7. | Mathieu van der Poel | Alpecin-Fenix                      | + 15s    |
| 8. | Wout Poels           | Bahrain Victorious                 | + 33s    |
| 9. | Guillaume Martin     | Cofidis                            | + 33s    |
| 10. | Fabio Felline        | Astana Qazaqstan Team              | + 2m56s  |

## Classificações ao final da etapa

### Classificação geral(Maglia Rosa)
| \| Classificação geral \| Classificação geral \| Classificação geral \| Classificação geral \| Classificação geral \| \| Ciclista \| Ciclista \| Equipe \| Tempo \| \| \| ------------------- \| ------------------- \| ---------------------------------- \| ------------------- \| ------------------- \| \| 1. \| Juan Pedro López \| Trek-Segafredo \| 32h15m31s \| \| \| 2. \| Lennard Kämna \| Bora-Hansgrohe \| + 38s \| \| \| 3. \| Rein Taaramäe \| Intermarché-Wanty-Gobert Matériaux \| + 58s \| \| \| 4. \| Guillaume Martin \| Cofidis \| + 1m06s \| \| \| 5. \| Simon Yates \| BikeExchange-Jayco \| + 1m42s \| \| \| 6. \| Mauri Vansevenant \| Quick-Step Alpha Vinyl \| + 1m47s \| \| \| 7. \| Wilco Kelderman \| Bora-Hansgrohe \| + 1m55s \| \| \| 8. \| João Almeida \| UAE Team Emirates \| + 1m58s \| \| \| 9. \| Pello Bilbao \| Bahrain Victorious \| + 2m00s \| \| \| 10. \| Richie Porte \| Ineos Grenadiers \| + 2m04s \| \| |                   |                                    |           |
| |                   |                                    |           |
| Fonte: ProCyclingStats |                   |                                    |           |
| Classificação geral |                   |                                    |           |
| Ciclista | Ciclista          | Equipe                             | Tempo     |
| 1. | Juan Pedro López  | Trek-Segafredo                     | 32h15m31s |
| 2. | Lennard Kämna     | Bora-Hansgrohe                     | + 38s     |
| 3. | Rein Taaramäe     | Intermarché-Wanty-Gobert Matériaux | + 58s     |
| 4. | Guillaume Martin  | Cofidis                            | + 1m06s   |
| 5. | Simon Yates       | BikeExchange-Jayco                 | + 1m42s   |
| 6. | Mauri Vansevenant | Quick-Step Alpha Vinyl             | + 1m47s   |
| 7. | Wilco Kelderman   | Bora-Hansgrohe                     | + 1m55s   |
| 8. | João Almeida      | UAE Team Emirates                  | + 1m58s   |
| 9. | Pello Bilbao      | Bahrain Victorious                 | + 2m00s   |
| 10. | Richie Porte      | Ineos Grenadiers                   | + 2m04s   |

### Classificação por pontos(Maglia Ciclamino)
| Classificação por pontos | Classificação por pontos | Classificação por pontos           | Classificação por pontos | Classificação por pontos |
| Ciclista                 | Ciclista                 | Equipe                             | Pontos                   |                          |
| ------------------------ | ------------------------ | ---------------------------------- | ------------------------ | ------------------------ |
| 1.                       | Arnaud Démare            | Groupama-FDJ                       | 147 pts                  |                          |
| 2.                       | Biniam Girmay            | Intermarché-Wanty-Gobert Matériaux | 120 pts                  |                          |
| 3.                       | Mark Cavendish           | Quick-Step Alpha Vinyl             | 78 pts                   |                          |
| 4.                       | Mathieu van der Poel     | Alpecin-Fenix                      | 72 pts                   |                          |
| 5.                       | Fernando Gaviria         | UAE Team Emirates                  | 54 pts                   |                          |
| 6.                       | Giacomo Nizzolo          | Israel-Premier Tech                | 54 pts                   |                          |
| 7.                       | Thomas De Gendt          | Lotto-Soudal                       | 51 pts                   |                          |
| 8.                       | Filippo Tagliani         | Drone Hopper-Androni Giocattoli    | 45 pts                   |                          |
| 9.                       | Caleb Ewan               | Lotto-Soudal                       | 43 pts                   |                          |
| 10.                      | Davide Gabburo           | Bardiani CSF Faizanè               | 38 pts                   |                          |

### Classificação da montanha(Maglia Azzurra)
| Classificação da montanha | Classificação da montanha | Classificação da montanha          | Classificação da montanha | Classificação da montanha |
| Ciclista                  | Ciclista                  | Equipe                             | Pontos                    |                           |
| ------------------------- | ------------------------- | ---------------------------------- | ------------------------- | ------------------------- |
| 1.                        | Koen Bouwman              | Jumbo-Visma                        | 68 pts                    |                           |
| 2.                        | Lennard Kämna             | Bora-Hansgrohe                     | 43 pts                    |                           |
| 3.                        | Wout Poels                | Bahrain Victorious                 | 27 pts                    |                           |
| 4.                        | Davide Formolo            | UAE Team Emirates                  | 25 pts                    |                           |
| 5.                        | Bauke Mollema             | Trek-Segafredo                     | 20 pts                    |                           |
| 6.                        | Mirco Maestri             | Eolo-Kometa                        | 18 pts                    |                           |
| 7.                        | Juan Pedro López          | Trek-Segafredo                     | 18 pts                    |                           |
| 8.                        | Rein Taaramäe             | Intermarché-Wanty-Gobert Matériaux | 12 pts                    |                           |
| 9.                        | Tom Dumoulin              | Jumbo-Visma                        | 11 pts                    |                           |
| 10.                       | Sylvain Moniquet          | Lotto-Soudal                       | 9 pts                     |                           |

### Classificação dos jovens(Maglia Bianca)
| Classificação dos jovens | Classificação dos jovens | Classificação dos jovens | Classificação dos jovens | Classificação dos jovens |
| Ciclista                 | Ciclista                 | Equipe                   | Tempo                    |                          |
| ------------------------ | ------------------------ | ------------------------ | ------------------------ | ------------------------ |
| 1.                       | Juan Pedro López         | Trek-Segafredo           | 32h15m31s                |                          |
| 2.                       | Mauri Vansevenant        | Quick-Step Alpha Vinyl   | + 1m47s                  |                          |
| 3.                       | João Almeida             | UAE Team Emirates        | + 1m58s                  |                          |
| 4.                       | Thymen Arensman          | Team DSM                 | + 2m15s                  |                          |
| 5.                       | Santiago Buitrago        | Bahrain Victorious       | + 2m18s                  |                          |
| 6.                       | Iván Ramiro Sosa         | Movistar Team            | + 3m05s                  |                          |
| 7.                       | Pavel Sivakov            | Ineos Grenadiers         | + 3m14s                  |                          |
| 8.                       | Tobias Foss              | Jumbo-Visma              | + 4m14s                  |                          |
| 9.                       | Gijs Leemreize           | Jumbo-Visma              | + 5m19s                  |                          |
| 10.                      | Félix Gall               | AG2R Citroën Team        | + 6m48s                  |                          |

### Classificação por equipas"Super team"
| Classificação por equipes | Classificação por equipes          | Classificação por equipes | Classificação por equipes |
| Equipe                    | Equipe                             | Tempo                     |                           |
| ------------------------- | ---------------------------------- | ------------------------- | ------------------------- |
| 1.                        | Intermarché-Wanty-Gobert Matériaux | 96h49m05s                 |                           |
| 2.                        | Trek-Segafredo                     | + 51s                     |                           |
| 3.                        | Bora-Hansgrohe                     | + 1m01s                   |                           |
| 4.                        | Bahrain Victorious                 | + 1m04s                   |                           |
| 5.                        | Jumbo-Visma                        | + 2m01s                   |                           |
| 6.                        | Ineos Grenadiers                   | + 4m22s                   |                           |
| 7.                        | BikeExchange-Jayco                 | + 4m27s                   |                           |
| 8.                        | Movistar Team                      | + 7m05s                   |                           |
| 9.                        | Cofidis                            | + 9m27s                   |                           |
| 10.                       | Astana Qazaqstan Team              | + 10m07s                  |                           |

## Abandonos
- Simon Carr (EF Education-EasyPost) não tomou a saída.[2]